# Riwiera Budwańska

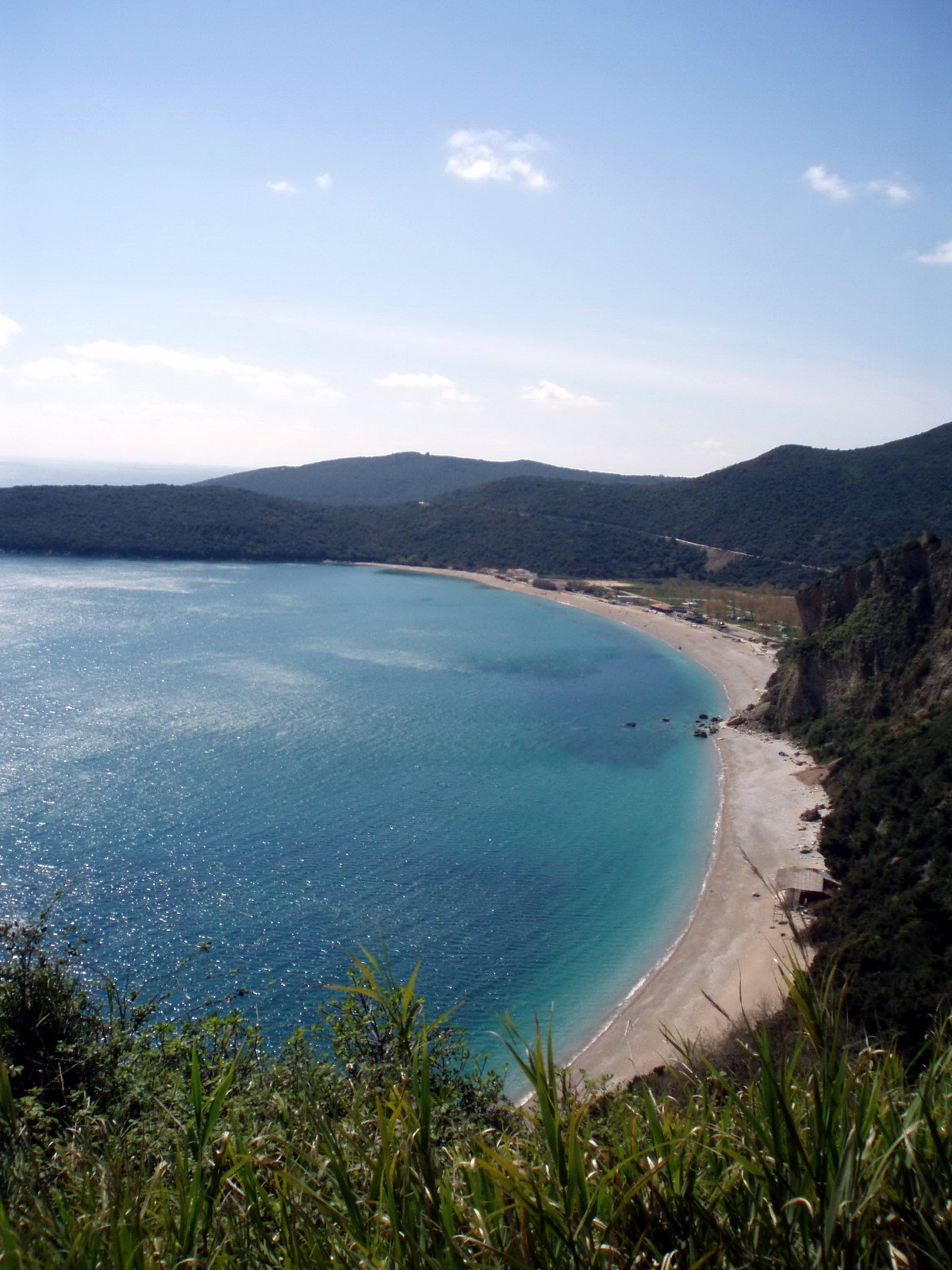
Plaża Jaz

Riwiera Budwańska – 35-kilometrowy odcinek wybrzeża Adriatyku, w Czarnogórze koło Budvy. W przybliżeniu, znajduje się w środku czarnogórskiego wybrzeża i stanowi centrum krajowego przemysłu turystycznego. Riwiera posiada 12,5 kilometra plaży. Obok Budvy, ważnymi ośrodkami turystycznymi są:
- Miločer
- Petrovac na Moru
- Sutomore
- Sveti Stefan